# 連標
連標（1558年—1609年），字孟準，河南開封府禹州人，軍籍，明朝政治人物。

## 生平
萬曆十年（1582年）壬午科河南鄉試第四十四名，萬曆十一年（1583年）聯捷癸未科會試第二百四十一名，登三甲第一百九十三名進士。十六年擢監察御史，以甘肃营兵之变，劾罢保定巡抚曹子登。巡按直隶，疏论兵部尚书王一鹗。又巡按山东，二十二年任山东乡试監临官。改京畿道御史，二十五年弹劾石星欺君辱国，宜速宥曹学程以明功罪。二十六年升順天府府丞，擢太僕寺少卿。三十年爲御史高攀枝所劾，求引退，不允。三十五年被推爲宣府巡撫，三十七年十月卒于官。

## 家族
曾祖連昂；祖父連吉，曾任典史；父連泮，贈文林郎知縣。母李氏（贈孺人）。永感下。兄連梧（训导）、連格（知县）、連桢、連将（七品散官）。弟連架、連檠、連梁。兄連格，萬曆五年進士。
子連得名，以蔭爲國子生。